# 平野美恵子
平野 美恵子（ひらの みえこ、1948年または1949年 - ）は、日本の元卓球選手。現役時代は日本代表として活躍した。

## 経歴
誠心高校在学時の1966年度、全国高等学校卓球選手権大会シングルスで優勝。
専修大学在学時の1967年度、シンガポールで開催されたアジア卓球選手権では井上哲夫と出場した混合ダブルスで金メダル。
1969年度、全日本卓球選手権大会に福野美恵子と出場した女子ダブルス決勝で前年優勝の小和田敏子 / 今野安子組を2-1で破り初優勝。
1970年度、名古屋市で開催されたアジア選手権で福野と出場した女子ダブルスで銀メダル。全日本大学対抗卓球大会では専修大を優勝に導き、敢闘賞に選出された。
全日本選手権に阪本礼子と出場した女子ダブルス決勝で前年のペアだった福野 / 山口朝子組を2-1で下し2度目の優勝。
1971年度、名古屋市で行われた第31回世界卓球選手権に阪本と出場した女子ダブルス準々決勝で小和田 / 今野組 (日本) に3-2で勝利。準決勝でも小堀世津子 / 川守田幸子組 (日本) を3-0で下したが決勝で林慧卿 / 鄭敏之組 (中国)に0-3で敗れ銀メダル。以降長らく同種目で日本人ペア同士の決勝進出はなかったが、2019年大会で伊藤美誠 / 早田ひな組が48年ぶりに銀メダルを獲得。

1972年度、全日本選手権に今野と出場した女子ダブルス決勝で福野 / 山口組を2-0で下し3度目の優勝。